# Митлашівська сільська рада
Ми́тлашівська сільська́ ра́да — адміністративно-територіальна одиниця та орган місцевого самоврядування у Драбівському районі Черкаської області. Адміністративний центр — село Митлашівка.

## Загальні відомості
- Населення ради: 1 216 осіб (станом на 2020 рік)

## Населені пункти
Сільській раді підпорядковані населені пункти:
- с. Митлашівка
- с. Козаче
- с. Олімпіадівка

## Склад ради
Рада складається з 16 депутатів та голови.
- Голова ради: Скирда Микола Олександрович
- Секретар ради: Пісна Антоніна Іванівна

### Керівний склад попередніх скликань
| Прізвище, ім'я, по батькові | Основні відомості                                                                       | Дата обрання | Дата звільнення |
| --------------------------- | --------------------------------------------------------------------------------------- | ------------ | --------------- |
| Скирда Микола Олександрович | Сільський голова, 1966 року народження, освіта середня спеціальна, член Народної партії | 26.03.2006   | 31.10.2010      |
| Скирда Микола Олександрович | Сільський голова, 1966 року народження, освіта середня спеціальна, член Партії регіонів | 31.10.2010   |                 |

Примітка: таблиця складена за даними сайту Верховної Ради України

### Депутати
За результатами місцевих виборів 2010 року депутатами ради стали:

#### За суб'єктами висування
| Суб'єкт висування                                       | Кількість обраних депутатів | %    |
| ------------------------------------------------------- | --------------------------- | ---- |
| Самовисування                                           | 14                          | 87,5 |
| Політична партія Всеукраїнське об'єднання «Батьківщина» | 2                           | 12,5 |

#### За округами
| № округу                                                | Прізвище, ім'я, по батькові   | Дата визнання обраним | Освіта             | Партійна приналежність                        | Відомості про обраного депутата                           |
| ------------------------------------------------------- | ----------------------------- | --------------------- | ------------------ | --------------------------------------------- | --------------------------------------------------------- |
| Політична партія Всеукраїнське об'єднання «Батьківщина» |                               |                       |                    |                                               |                                                           |
| 14                                                      | Моцна Ніна Миколаївна         | 01.11.2010            | середня            | член Всеукраїнського об'єднання «Батьківщина» | тимчасово не працює                                       |
| 16                                                      | Гладун Світлана Василівна     | 01.11.2010            | середня спеціальна | член Всеукраїнського об'єднання «Батьківщина» | тимчасово не працює                                       |
| Самовисування                                           |                               |                       |                    |                                               |                                                           |
| 1                                                       | Тараненко Григорій Михайлович | 01.11.2010            | вища               | позапартійний                                 | Митлашівській НВК, директор                               |
| 2                                                       | Чалий Микола Михайлович       | 01.11.2010            | середня спеціальна | позапартійний                                 | Шевченківська дистанція залізничного транспорту, робітник |
| 3                                                       | Коваленко Катерина Іванівна   | 01.11.2010            | вища               | позапартійна                                  | Митлашівська сільська рада, головний бухгалтер            |
| 4                                                       | Пучка Федір Васильович        | 01.11.2010            | середня спеціальна | позапартійний                                 | приватний підприємець                                     |
| 5                                                       | Голяк Ольга Олександрівна     | 01.11.2010            | середня спеціальна | позапартійна                                  | тимчасово не працює                                       |
| 6                                                       | Павленко Василь Васильович    | 01.11.2010            | середня            | позапартійний                                 | ТОВ «Гадячсир», водій                                     |
| 7                                                       | Халда Валентина Володимирівна | 01.11.2010            | середня            | позапартійна                                  | ПП Матюшенко, продавець                                   |
| 8                                                       | Чала Людмила Владиславівна    | 01.11.2010            | вища               | позапартійна                                  | Бойківщинська загальноосвітня школа, завуч                |
| 9                                                       | Марченко Любов Віталіївна     | 01.11.2010            | середня спеціальна | позапартійна                                  | Відділ зв'язку, завідувач                                 |
| 10                                                      | Пісна Антоніна Іванівна       | 01.11.2010            | вища               | позапартійна                                  | Митлашівська сільська рада, секретар                      |
| 11                                                      | Плічо Світлана Григорівна     | 01.11.2010            | середня            | позапартійна                                  | Драбівська ЦБС, бібліотекар                               |
| 12                                                      | Киряш Анатолій Олексійович    | 01.11.2010            | середня            | позапартійний                                 | Драбів РайСТ, водій                                       |
| 13                                                      | Кучеренко Ганна Петрівна      | 01.11.2010            | середня спеціальна | позапартійна                                  | пенсіонер                                                 |
| 15                                                      | Мошта Сергій Миколайович      | 01.11.2010            | середня            | позапартійний                                 | ТОВ ЗК «Хорс», охоронник                                  |

## Природно-заповідний фонд
На землях сільради розташовано гідрологічний заказник місцевого значення Старорічище.